# پامچال برجسته
پامچال برجسته (نام علمی: Primula obconica) نام یک گونه از سرده پامچال است.